# مايك هيل (سياسي بريطاني)
مايك هيل (بالإنجليزية: Mike Hill)‏ هو سياسي بريطاني، ولد في 1963. نشط حزبياً في حزب العمال. في الانتخابات التشريعية البريطانية 2017، انتخب عضو برلمان المملكة المتحدة الـ57 عن دائرة هارتلبول وقد انضم خلال فترته النيابية ‏ (8 يونيو 2017 – ) للكتلة البرلمانية حزب العمال.